# Denise Scott Brown

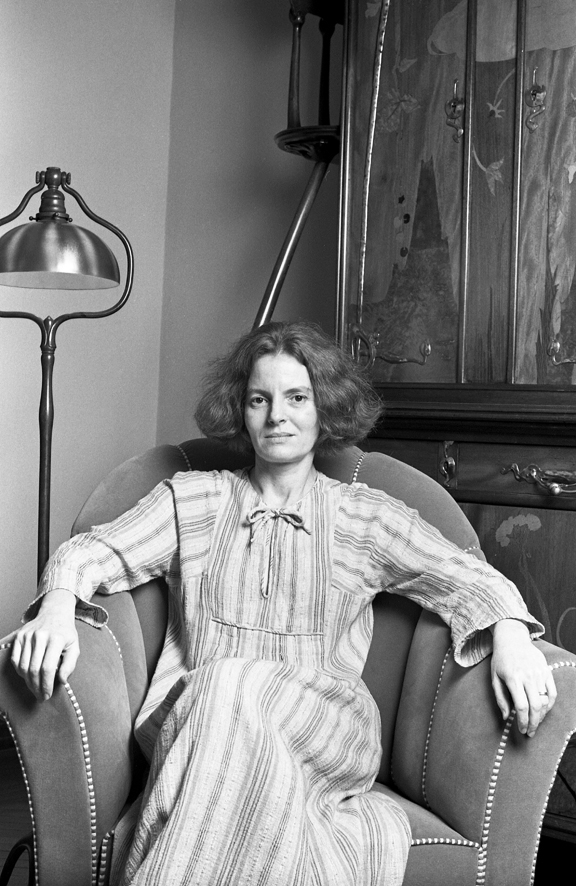
Denise Scott Brown år 1978.

Denise Scott Brown, född 3 oktober 1931 i Nkana, Kitwe i Nordrhodesia som Denise Lakofski, är en amerikansk arkitekt, stadsplanerare och arkitekturteoretiker. Denise Scott Brown och hennes partner, Robert Venturi, anses vara bland de mest inflytelserika arkitekterna under 1900-talet, både för sin arkitektur och stadsplanering, men också för sitt inflytelserika teoretiska arbete. Tillsammans utvecklade de den postmodernistiska arkitekturteorin, däribland Learning from Las Vegas från 1972.

## Biografi
Denise Lakofski föddes i Nkana i Kitwe i Nordrhodesia av judiska föräldrar, Simon och Phyllis (Hepker) Lakofski. Denise Lakofski studerade arkitektur vid University of the Witwatersrand mellan 1948 och 1952. 1952 reste Lakofski till London och arbetade for den modernistiska arkitekten Frederick Gibberd. Hon fortsatte här sin utbildning i London, på Architectural Association School of Architecture, och fann här en rikare akademisk miljö med en större acceptans för kvinnor. Hon fick sällskap på AA av Robert Scott Brown, som hon hade träffat på Witwatersrand 1954, och avlade examen i arkitektur 1955. Denise och Robert Scott Brown gifte sig den 21 juli 1955. Paret tillbringade de kommande tre åren med att arbeta och resa i Europa. 1958 flyttade de till Philadelphia, Pennsylvania för att studera stadsplanering vid University of Pennsylvania. 1959 dog Robert Scott Brown i en bilolycka. Denise Scott Brown fortsatte sina studier och avlade masterexamen i stadsplanering 1960 under tiden som hon började undervisa vid samma universitet. På ett fakultetsmöte 1960 träffade Scott Brown Robert Venturi, en ung arkitekt och fakultetsmedlem. Scott Brown och Venturi blev samarbetspartners och undervisade tillsammans från 1962 till 1964, då Scott Brown lämnade University of Pennsylvania.         
Scott Brown hade under sin tid på University of Pennsylvania blivit uppmärksammad som forskare inom stadsplanering och började undervisa på University of California, Berkeley, och blev senare utnämnd till medordförande för Urban Design på University of California, Los Angeles. Scott Brown undervisade senare i sin karriär även på Yale University och var 2003 gästlärare tillsammans med Venturi på Harvard University's Graduate School of Design. Under sina år i Kalifornien började Scott Brown intressera sig för de nyare städerna som växt fram, som Los Angeles och Las Vegas. Under sin tid på UCLA bjöd Scott Brown in Venturi och 1966 besökte de Las Vegas tillsammans. Scott Brown och Venturi gifte sig den 23 juli 1967 i Santa Monica, Kalifornien. Samma år flyttade Scott Brown tillbaka till Philadelphia för att arbeta på Venturis arkitektfirma, Venturi & Rauch, där hon 1969 blev ansvarig för stadsplanering. 1972 skrev Scott Brown, tillsammans med Venturi och Steven Izenour Learning From Las Vegas: the Forgotten Symbolism of Architectual Form. Boken publicerade studier av Las Vegas Strip, som genomförts med hjälp av studenter i en forskningsstudio Scott Brown drev tillsammans med Venturi 1970 på Yale Arkitekturskola. Learning from Las Vegas, tillsammans med Venturis tidigare bok Complexity and Contradiction in Architecture (Museum of Modern Art, 1967) verkade som en reaktion på modernismen och anses som ett pionjärverk inom den postmodernistiska arkitekturteorin. Scott Brown har sedan dess fortsatt att verka som framstående arkitekturteoretiker och praktiker.     
När Robert Venturi 1991 utsågs till vinnare av Pritzkerpriset, valde Scott Brown att som protest inte närvara under ceremonin. Priskommitten, the Hyatt Foundation, konstaterade att priset enbart kunde delas ut i syfte att hylla enskilda arkitekters gärningar, en praxis som ändrades 2001 i och med valet att utse Jacques Herzog och Pierre de Meuron till gemensamma vinnare. Priset delades också mellan två vinnare 1988. 2013 startade Women in Design, en studentorganisation ledd av Caroline Amory James och Arielle Assouline-Lichten vid Harvard Graduate School of Design, en petition för att Denise Scott Brown skulle få gemensamt erkännande av Pritzker-kommittén tillsammans med sin parter Robert Venturi. När Scott Brown tilldelades Jane Drew Price 2017, refererade hon till Pritzker-kontroversen och den efterföljande petitionen; ”Jag blev väldigt rörd av Pritzker-petitionen - det är mitt pris i slutändan. 20 000 personer från hela världen skrev till mig, och alla kallade mig Denise.”
1989 publicerade Denise Scott Brown den omskrivna artikeln ”Room at the top? Sexism and Star System in Architecture". Scott Brown skrev artikeln redan 1975, men valde att inte publicerade den då, eftersom hon var rädd att det skulle skada hennes karriär. Artikeln beskriver hennes kamp för att bli erkänd som en likvärdig partner på arkitektfirman, i en arkitekturvärld som dominerats av män. Hon har sedan dess varit en viktig röst för Women in Architecture, och har gjort många framföranden om diskriminering inom yrket.